# Bijelo Polje (Milići)
Pour les articles homonymes, voir Bijelo Polje (homonymie).
Bijelo Polje (en serbe cyrillique : Бијело Поље) est un village de Bosnie-Herzégovine. Il est situé dans la municipalité de Milići et dans la république serbe de Bosnie. Selon les premiers résultats du recensement bosnien de 2013, il compte 13 habitants.

## Démographie

### Répartition de la population par nationalités (1991)
En 1991, le village comptait 25 habitants, tous serbes.